# Entracque
 (décembre 2021).
Si vous disposez d'ouvrages ou d'articles de référence ou si vous connaissez des sites web de qualité traitant du thème abordé ici, merci de compléter l'article en donnant les références utiles à sa vérifiabilité et en les liant à la section « Notes et références ».
Entracque  (en français : Entraque) est le chef-lieu de la commune italienne homonyme dans la province de Coni, dans la région du Piémont en Italie. Il est situé à 904 mètres d'altitude.

## Géographie
Le bourg d'Entracque est situé sur la rive est (droite) du torrent Gesso d'Entracque qui, avec le Gesso della Valletta (à l'ouest), forme le torrent Gesso qui rejoint à Coni (Cuneo en italien) la Stura di Demonte.
À 2 km en amont du bourg, vers le sud, la vallée Gesso d'Entracque est barrée par un barrage en béton qui retient les eaux du lac de la Piastra long de 1 500 mètres.
En amont, en remontant sur 5 km vers le S.O. la vallée de la Rovina (occupée par le torrent Bucera), se dresse un petit barrage qui retient les eaux du lac de la Rovina situé à 1 535 mètres d'altitude où s'arrête la route carrossable. De là part le sentier qui mène, vers le sud, au barrage d'altitude du bassin du Chiotas (1 978 m) dominé à l'ouest par les abrupts impressionnants de la chaîne principale du massif de l'Argentera culminant à 3 297 m et notamment - du nord au sud - par les cimes de Nasta (3 108 m), du Baus (3 067 m) et du Bastion (3 047 m).
Et de là, les sentiers mènent, (1) au sud-est, à la cime du Gélas (3 143 m), (2) au sud au col de la Rovina (2 724 m) sur la frontière franco-italienne par le refuge Genova Figari C.A.I. à 2 015 m (d'où on parvient au bivouac du Baus Franco Giorgio Lorenzo à 2 568 m) et, (3) au nord-ouest, au col du Chiapous (2 526 m) qui permet le passage entre le vallon du Chiapous (au sud-est) et le vallon de Lourousa (au nord-ouest) où est situé le refuge Morelli Buzzi C.A.I. à 2 351 m.

## Histoire
Depuis 1995, toute la partie de la commune située à l'ouest et au sud du chef-lieu Entracque est comprise dans le parc naturel des Alpes maritimes (Parco naturale delle Alpi Marittime).

## Économie
Entracque est un centre touristique notamment pour les alpinistes. L'hiver, elle devient une petite station de ski avec deux remontées mécaniques.

## Administration
| Période                                  | Période | Identité           | Étiquette | Qualité |
| ---------------------------------------- | ------- | ------------------ | --------- | ------- |
| 2021                                     | 2026    | Gian Pietro Pepino |           |         |
| Les données manquantes sont à compléter. |         |                    |           |         |

### Communes limitrophes
Limone Piemonte, Roaschia, Valdieri, Vernante
Belvédère 06450 (France)

## Jumelages
- Saint-Martin-Vésubie (France) depuis 2013

## Galerie de photos

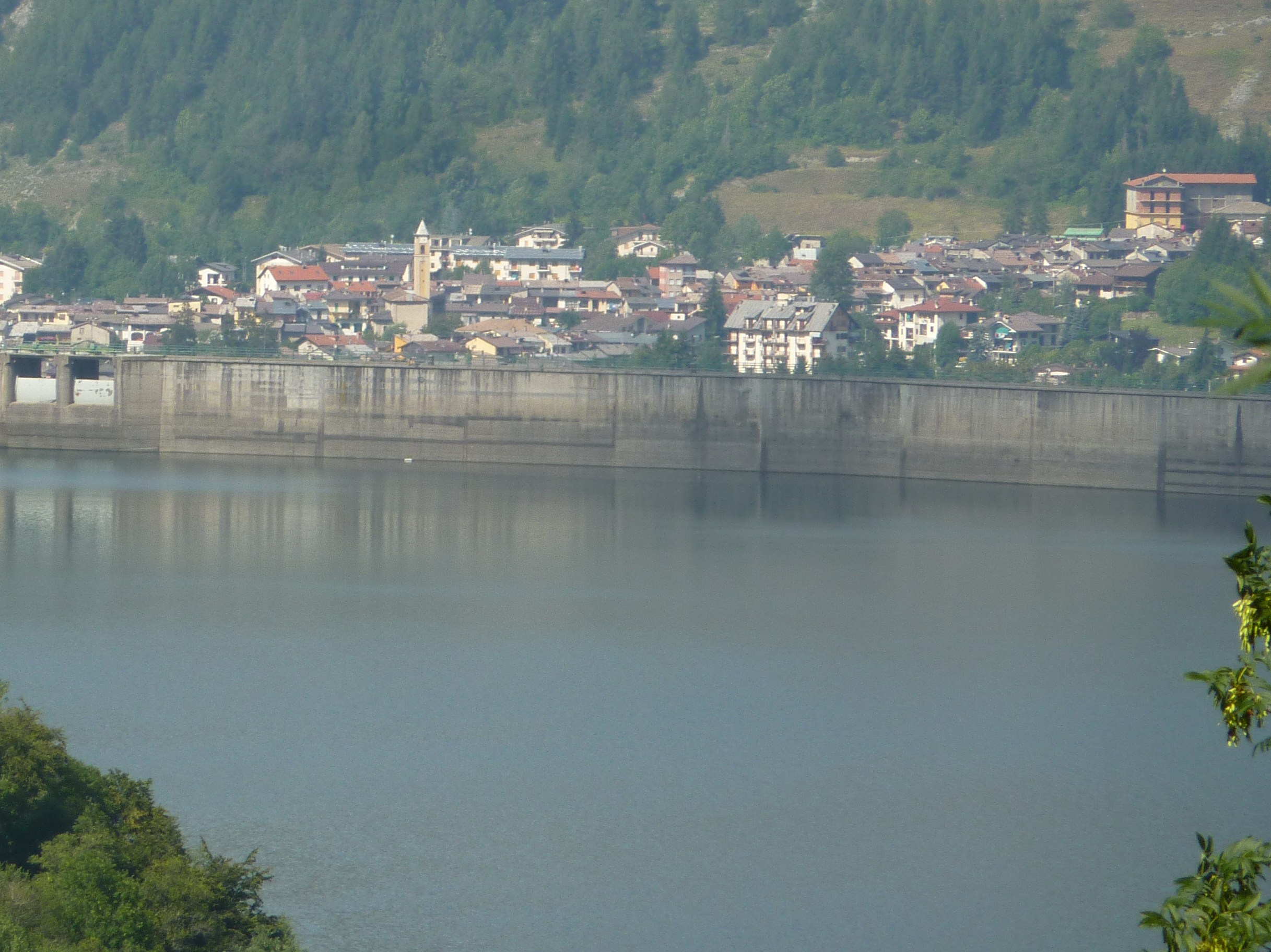
Du lac de retenue de la Piastra, vue vers le nord sur le bourg d'Entracque.
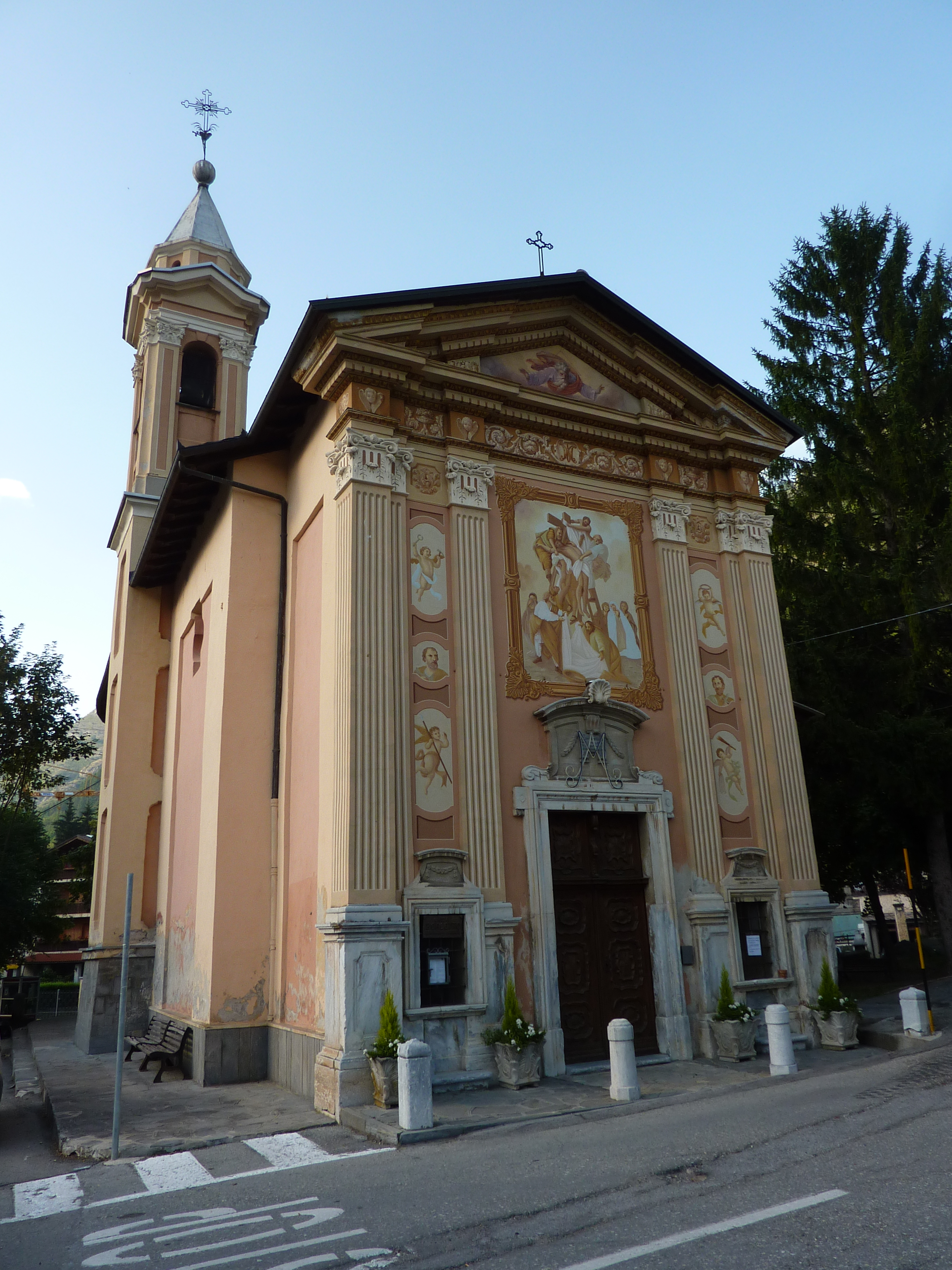
Chapelle du quartier nord d'Entracque.
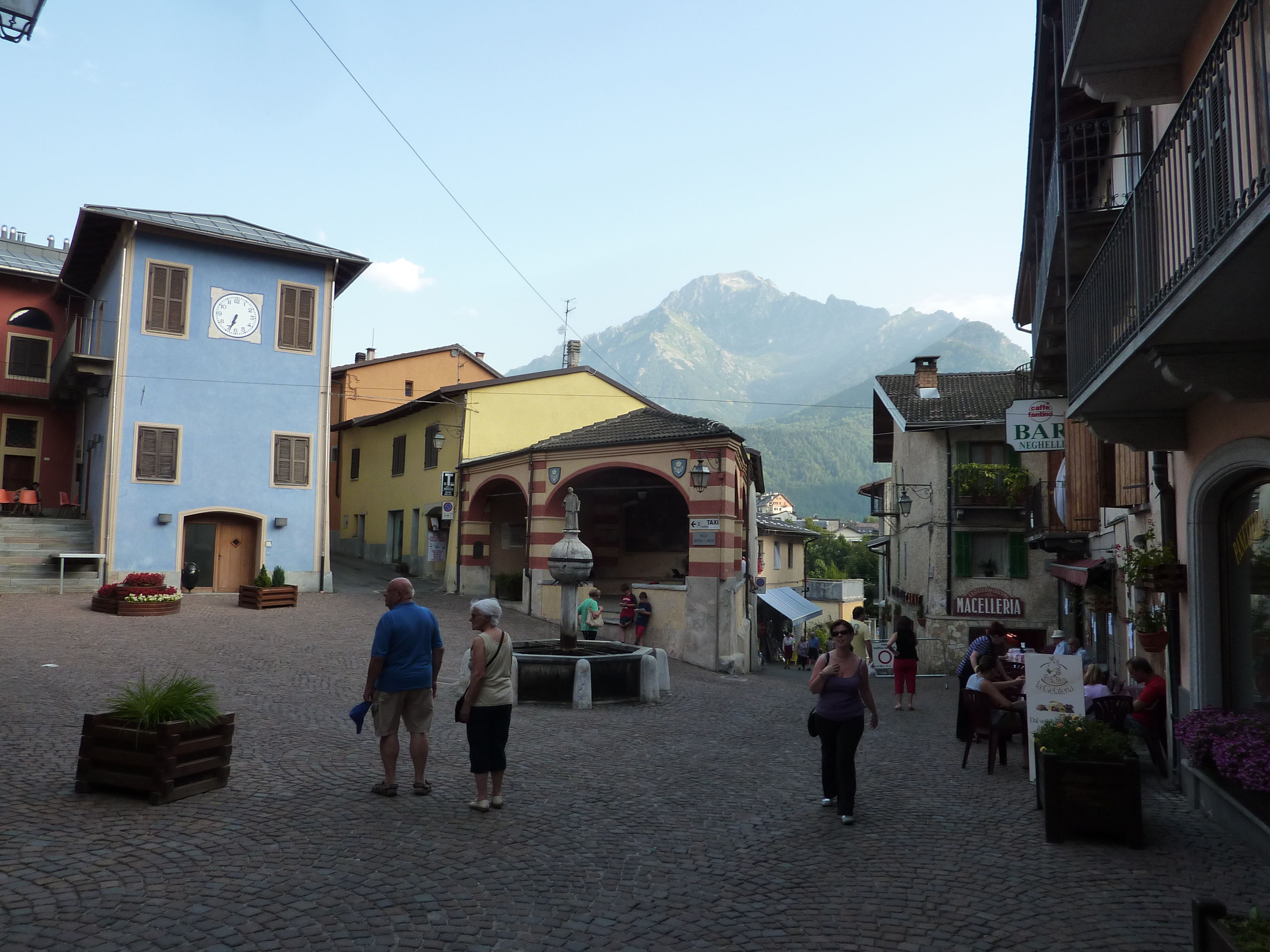
Place Justice et Liberté avec le préau abritant la fresque alpine de C. Prandoni.
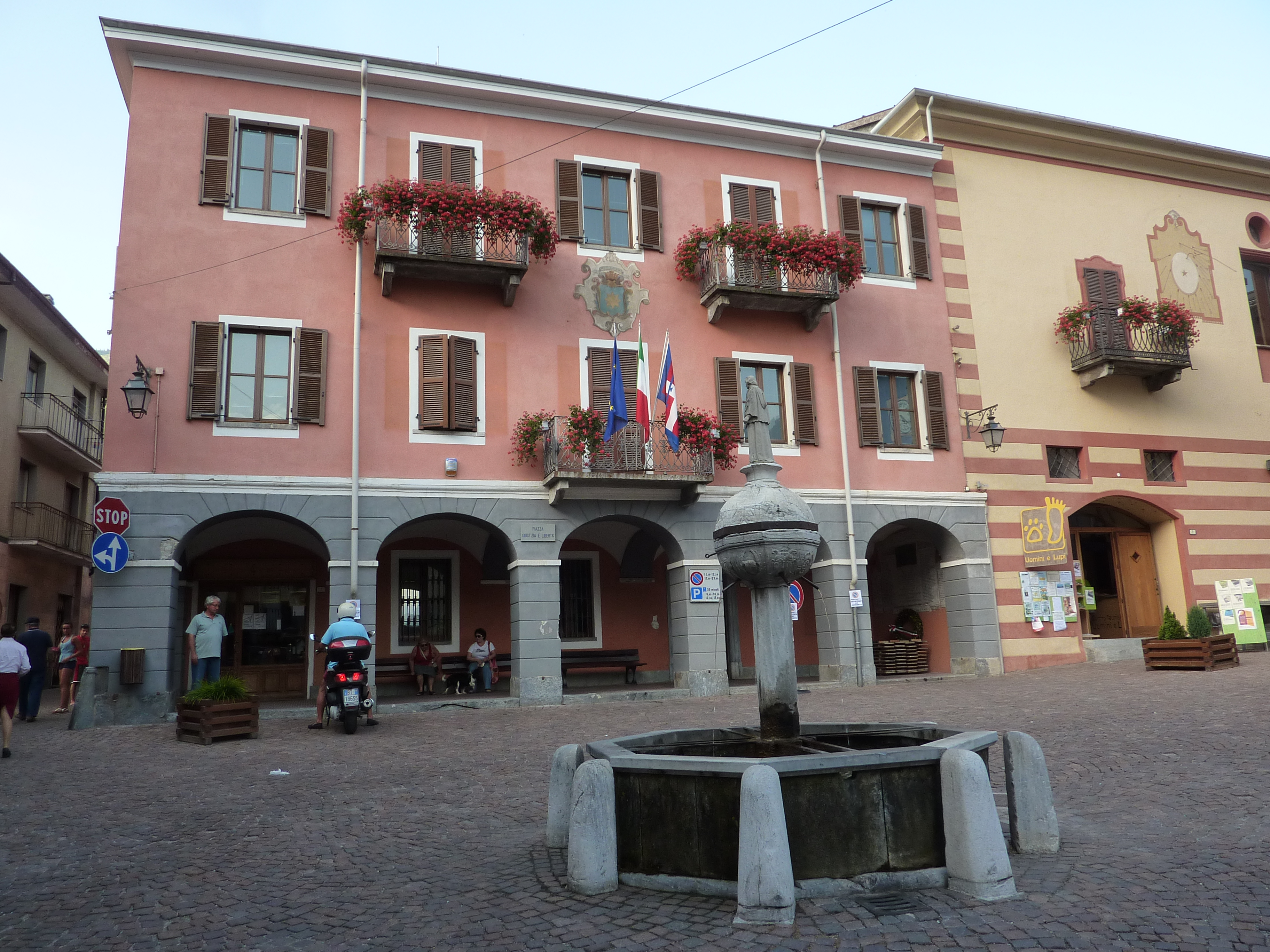
Place Justice et Liberté avec la mairie et le centre « Hommes et loups ».
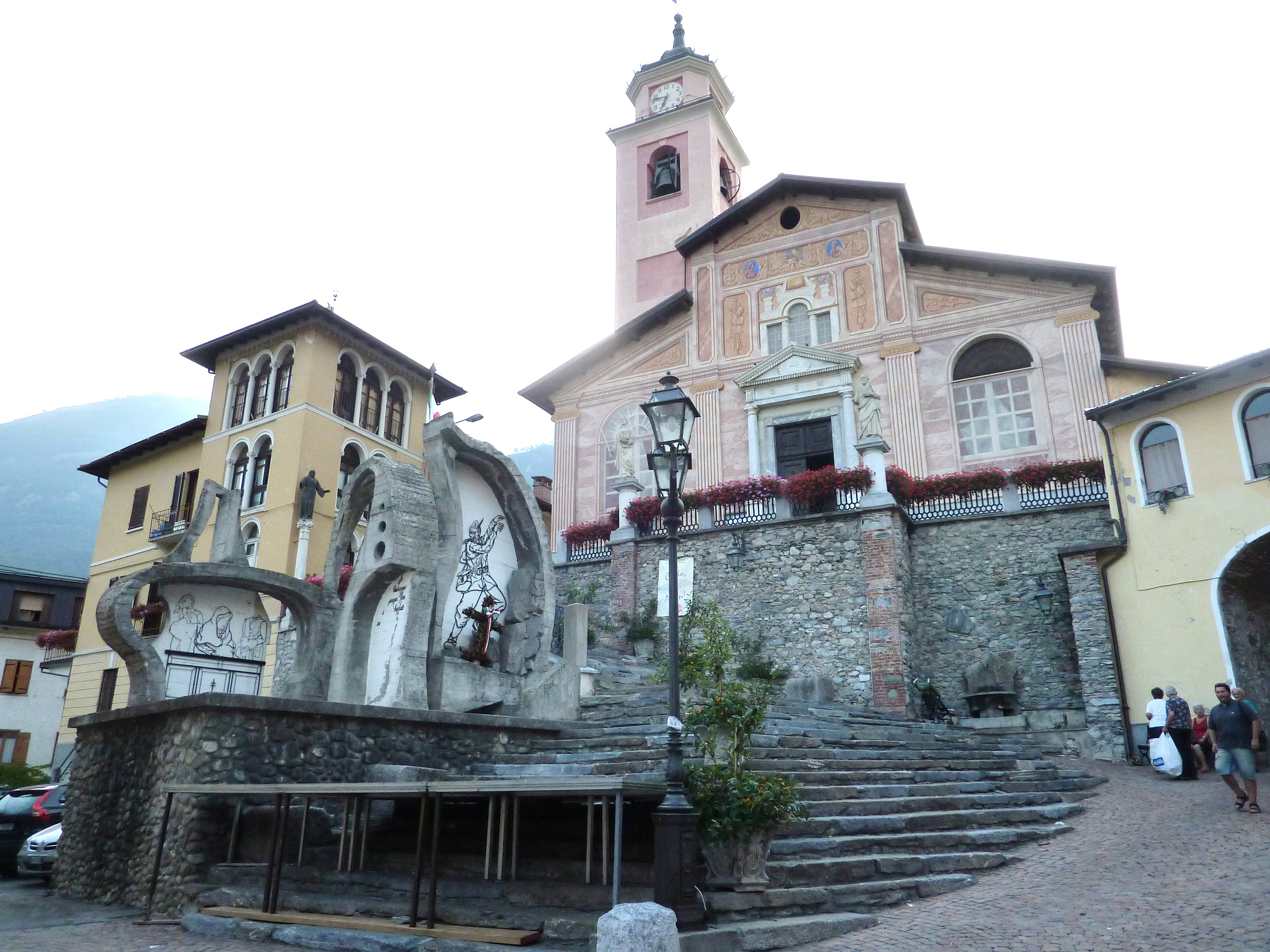
Église d'Entracque et sa placette au monument en béton armé.